# شموئيل فلاتو شارون
صموئيل (سامي) فلاتو شارون (18 يناير 1930 - 7 ديسمبر 2018) كان رجل أعمال فرنسي إسرائيلي مثير للجدل ومقدم برامج إذاعية وسياسي. كما كان عضواً في الكنيست بين عامي 1977 و1981، بعد تأسيس حزبه السياسي الخاص.

## سيرته الذاتية
ولد فلاتو شارون باسم شموئيل شيبتز لعائلة يهودية في وودج، بولندا، في 1930. هربت عائلته إلى فرنسا بعد الغزو الألماني لبولندا، وكان شموئيل متنكراً في هيئة فتاة.. قُتل أربعون فرداً من عائلته، بما في ذلك والده، في الهولوكوست. والتحق بالمدرسة الثانوية في باريس وستراسبورغ، وانضم إلى رابطة الشباب الشيوعيين في 1945.
بدأ في بيع السجائر للجنود والطلاب في سن الرابعة عشرة، ثم دخل في مجال إعادة التدوير، فحقق ثروة من إعادة تدوير الورق والخرق والخردة المعدنية. دخل مجال العقارات في سن الحادية والعشرين. وبنى إمبراطوريته التجارية خلال العشرينيات من عمره. أصبح يمتلك خدمة نقل لنقل البضائع بعشرات الشاحنات والمصانع الصناعية وسلسلة من المطاعم والمقاهي والفنادق. وامتلك عشرات الشركات في مختلف أنحاء أوروبا والولايات المتحدة وأمريكا الجنوبية بحلول أواخر ستينيات القرن العشرين، وكان يمارس أعمالاً تجارية في مجال النفط وقطع الأشجار والمعادن الثمينة في إفريقيا. وكان مشاركاً في مشاريع ضخمة في مدن كبرى في مختلف أنحاء العالم، بما في ذلك باريس ونيويورك وريو دي جانيرو وكاراكاس وتل أبيب.

## هجرته إلى إسرائيل
انتقل إلى إسرائيل في 1972، هرباً من السلطات الفرنسية التي سعت إلى اعتقاله بتهمة اختلاس 60 مليون دولار. واشترى فيلا في سافيون وبدأ على الفور مسيرته المهنية في مجال الأعمال في إسرائيل. فدخل في شراكة مع رجل الأعمال الإسرائيلي أبراهام بيلز، الذي أسس معه مركز ديزنغوف، أول مركز تسوق في إسرائيل.

## مسيرته السياسية الإسرائيلية
شكل حزباً فردياً في 1977، على الرغم من أنه بالكاد يتحدث العبرية. وقد أطلق عليه أيضاً اسم فلاتو شارون، لخوض انتخابات الكنيست في ذلك العام، على أمل الحصول على الحصانة البرلمانية لتجنب تسليمه إلى فرنسا.
فازت القائمة بنسبة 2% من الأصوات، وهو ما يكفي لمقعدين. ومع ذلك، نظراً لأنها كانت قائمة فردية، شغلت مقعد واحد فقط. وقد قيل إن مستوى الدعم المفاجئ الذي فاز به الحزب كان رداً على رفض فرنسا تسليم أبو داود، المطلوب في إسرائيل بتهمة عملية ميونخ.
وانضم إلى ائتلاف مناحم بيجن بمجرد ما ترسخ في الكنيست، وكان أحد أول أعماله التصويت لصالح قانون يحظر تسليم المواطنين الإسرائيليين. وانضم إلى لجنة الشؤون الاقتصادية وفي 1978 أعاد تسمية الحزب باسم التنمية والسلام. وشارك في المفاوضات لتحرير أسرى الحرب الإسرائيليين خلال فترة ولايته في الكنيست. خاض الحزب انتخابات عامي 1981 و1984، لكنه لم ينجح في تجاوز العتبة الانتخابية البالغة 1% في أي منهما، ثم اختفى بعد ذلك. ولم يجرى تسليمه إلى فرنسا لقضاء عقوبة الخمس سنوات التي صدرت بحقه غيابياً، حيث انتهت مدة التقادم البالغة خمس سنوات.
حُكم عليه بخدمة المجتمع لمدة ثلاثة أشهر بتهمة الرشوة أثناء الحملة الانتخابية لعام 1977 في 1984. وقد تبين أنه «اشترى أصواتاً في 1977 من خلال الوعد بشقق للأزواج الشباب ومنازل لآخرين بأسعار مخفضة»، بالإضافة إلى دفع أموال للناخبين (الذين وُصفوا بأنهم «عمال حملته») وإعطاء المال لحزب محلي في ديمونا للارتباط بحزبه. وقد قضى خدمته المجتمعية في وكالة حكومية في تل أبيب.

## حياته اللاحقة
عاد فلاتو شارون إلى العمل الخاص، بعد خسارته مقعده في الكنيست في 1981. وأصبح هو وزوجته أنيت من المشاهير المعروفين باستضافتهم للحفلات في فيلتهم الفاخرة في سافيون، بحضور رجال الأعمال وغيرهم من المشاهير. وأصدرت الحكومة الفرنسية مذكرة اعتقال دولية بحقه في 1975، لذلك نادراً ما غادر إسرائيل. وعندما علم أنه لم يعد هناك مذكرة لاعتقاله صادرة عن الإنتربول في أوائل التسعينيات، سافر إلى إيطاليا في رحلة عمل، لكن أُلقي القبض عليه فور وصوله إلى روما. ومع ذلك، هرب إلى إسرائيل متنكراً في هيئة امرأة، في ظل احتمال تسليمه إلى فرنسا. وفي النهاية دفع غرامة كبيرة لتسوية قضيته الجنائية مع السلطات الفرنسية.
ألقي القبض عليه في 1998، للاشتباه في تورطه في حريق متعمد في المركز الثقافي في تل أبيب في 1996 مع أربعة من المتآمرين من أجل تقديم مطالبات تأمين على قطع فنية مخزنة هناك. وفي النهاية قضى ثلاثة أيام في السجن وأسبوعين من الإقامة الجبرية.
كان فلاتو شارون مليونيراً راسخاً، وعمل في المقام الأول في وقت لاحق من حياته كمضيف لبرنامج حواري إذاعي. وبث برنامجه، المسمى «فلاتو بلي حشبون» (فلاتو من غير مسؤولية)، على العديد من المحطات، بما في ذلك راديوس 100 ولف هامدينا وراديو حيفا وراديو داروم إف إم في الشرق الأوسط. وتزوج ثلاث مرات. وأنجب طفلين؛ ابنته هيلدا طبيبة معالجة مثلية، وابنه يوآف رجل أعمال خاص.
توفي فلاتو شارون في إسرائيل في 7 ديسمبر 2018 نتيجة نوبة قلبية بعمر 88 عاماً.